# Cyphia longifolia
Cyphia longifolia là loài thực vật có hoa trong họ Hoa chuông. Loài này được N.E.Br. mô tả khoa học đầu tiên năm 1908.